# Morgan Plus Four

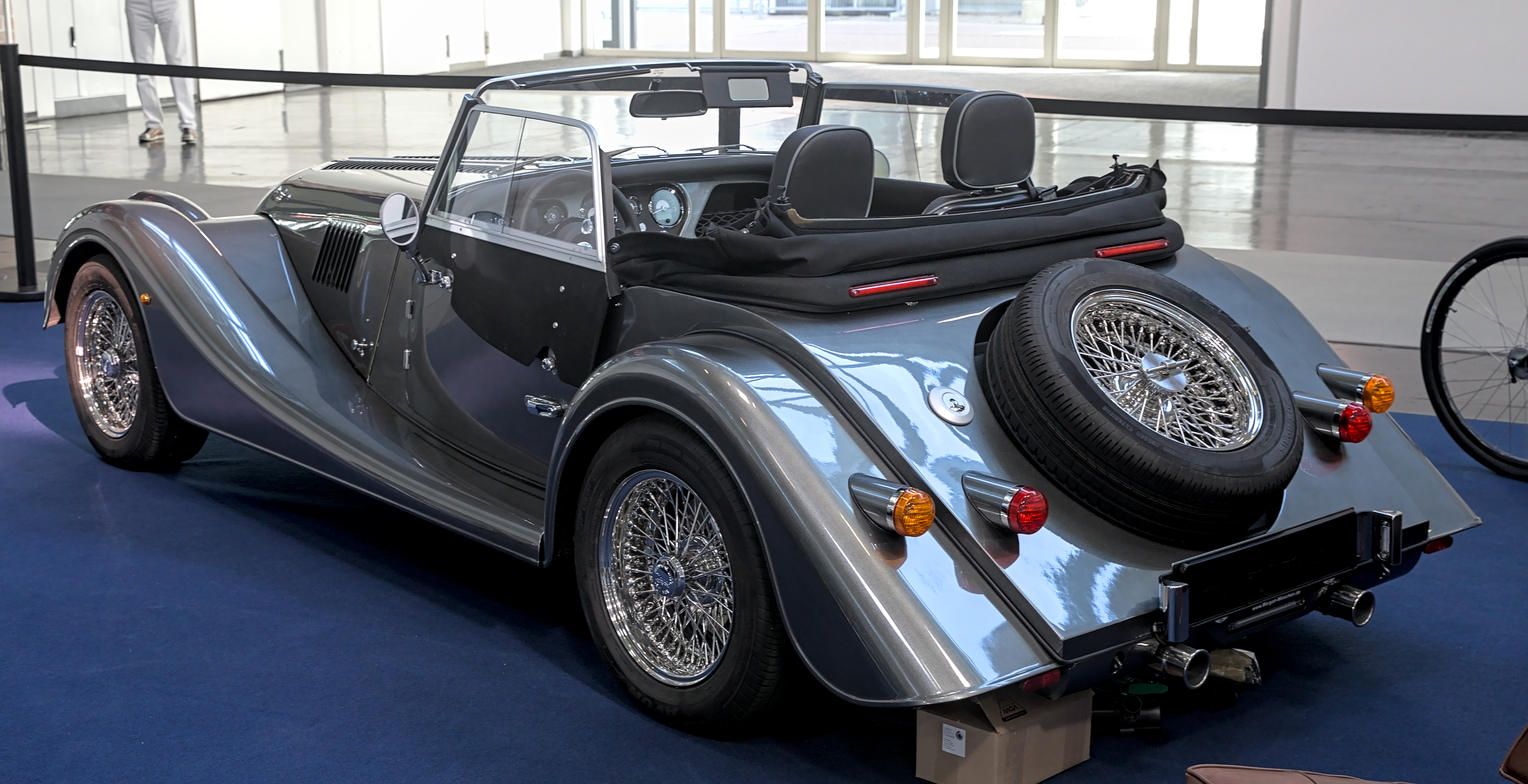
Heckansicht

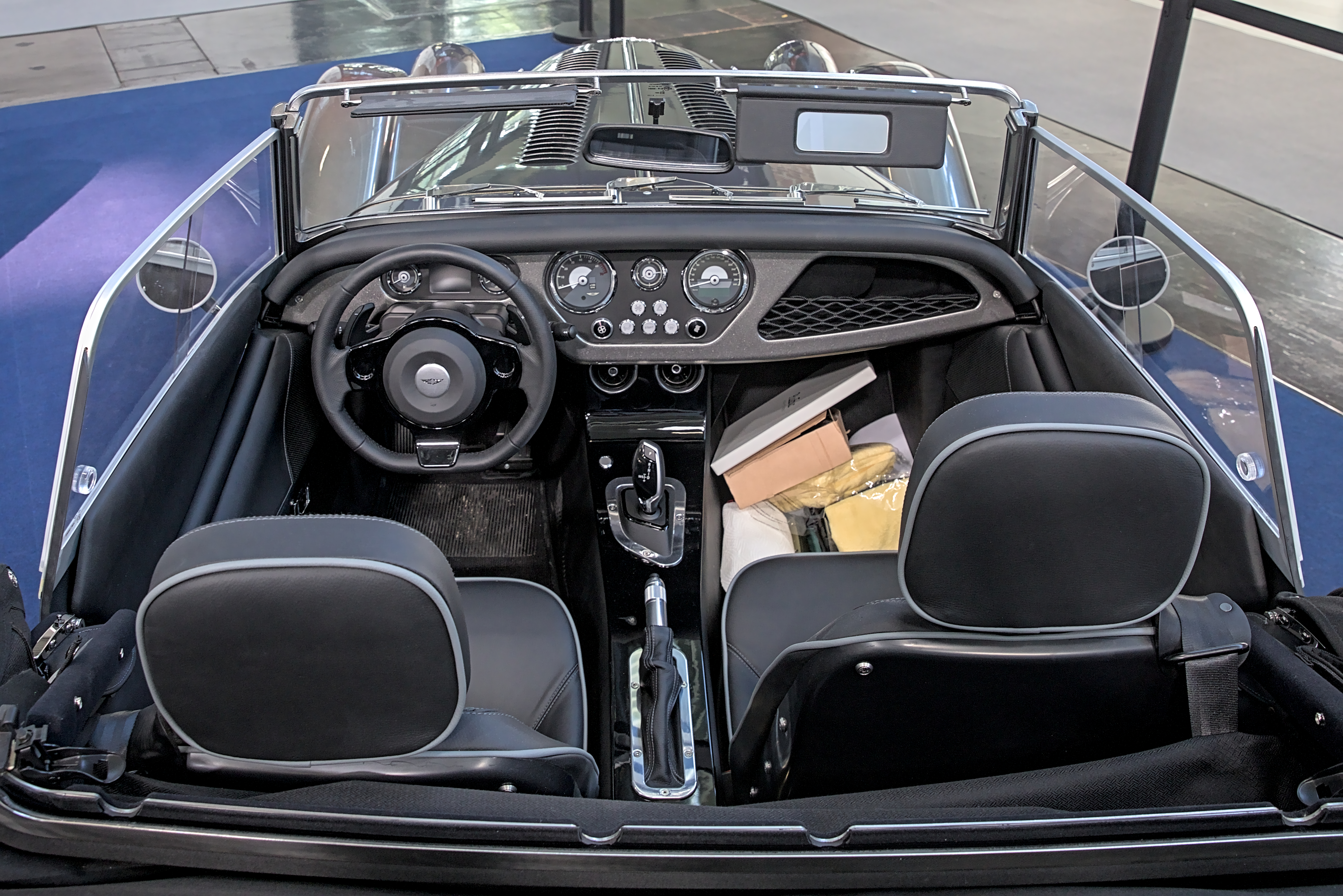
Innenansicht

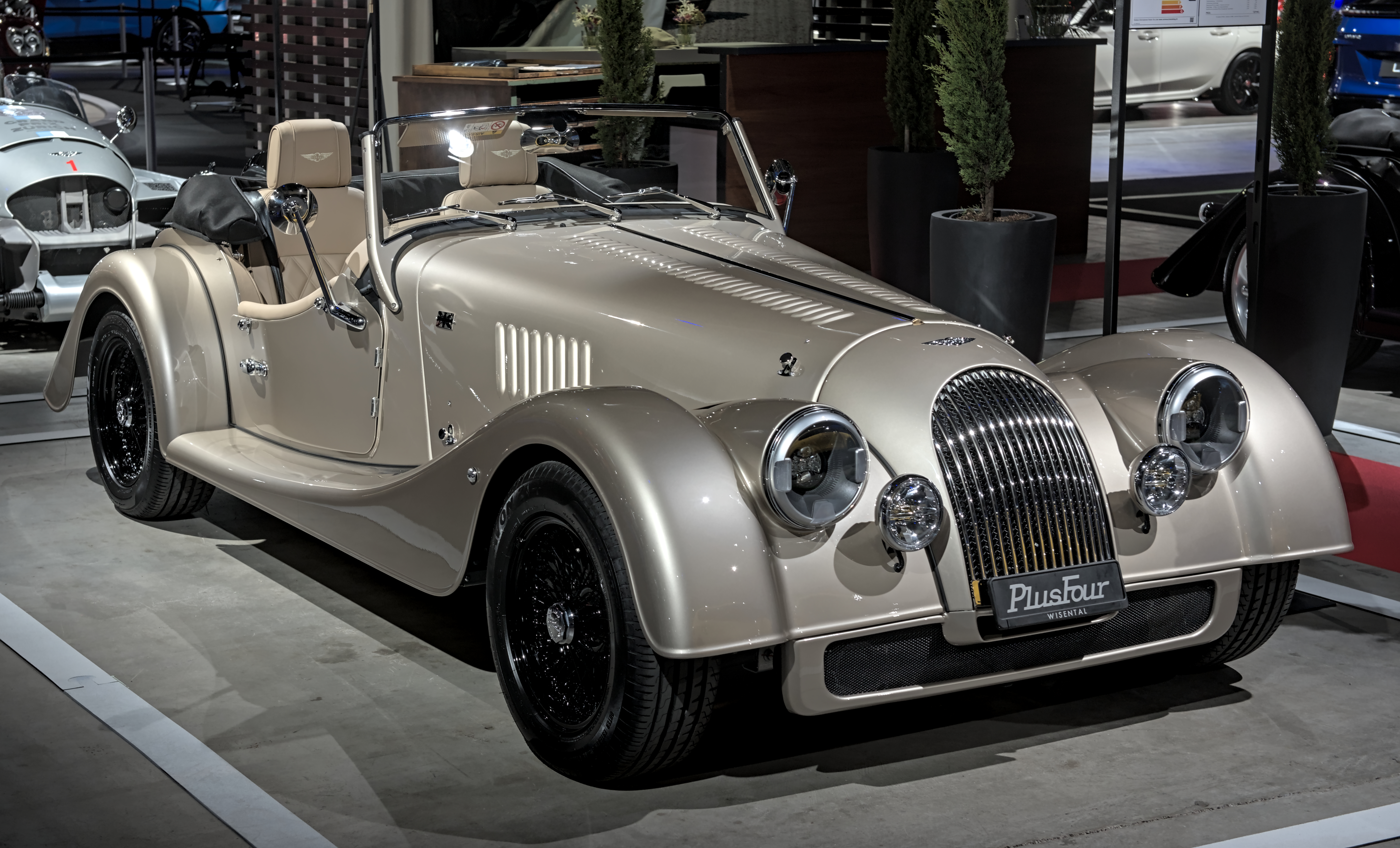
Morgan Plus Four (seit 2024)

Der Morgan Plus Four ist ein Roadster des britischen Automobilherstellers Morgan Motor.

## Geschichte
Ursprünglich sollte der Sportwagen im März 2020 auf dem Genfer Auto-Salon vorgestellt werden, wegen der COVID-19-Pandemie wurde der Auto-Salon am 28. Februar 2020 jedoch abgesagt. Deshalb präsentierte Morgan Motor den Plus Four am 3. März 2020 im Werk in Malvern. Ein überarbeiteter Innenraum für die Baureihe wurde im November 2022 vorgestellt. Das Außendesign wurde im April 2024 verändert.
Gegenüber dem Vorgängermodell Morgan Plus 4 wird die Ziffer im Modellnamen durch ein Zahlwort ersetzt. Außerdem werden nur drei Prozent der Komponenten vom Vorgängermodell übernommen. Der Plus Four baut auf der Plattform mit geklebtem Aluminium-Monocoque und einzeln an doppelten Querlenkern aufgehängten Rädern auf, die 2019 mit dem Morgan Plus Six eingeführt wurde. Außerdem fallen Innen- und Gepäckraum größer aus und der Einstieg ins Fahrzeug soll leichter möglich sein als beim Vorgänger. Sicherheitsrelevante Ausstattungen wie LED-Scheinwerfer und Antiblockiersystem (ABS) sind nun verfügbar.

## Sondermodelle

### CX-T

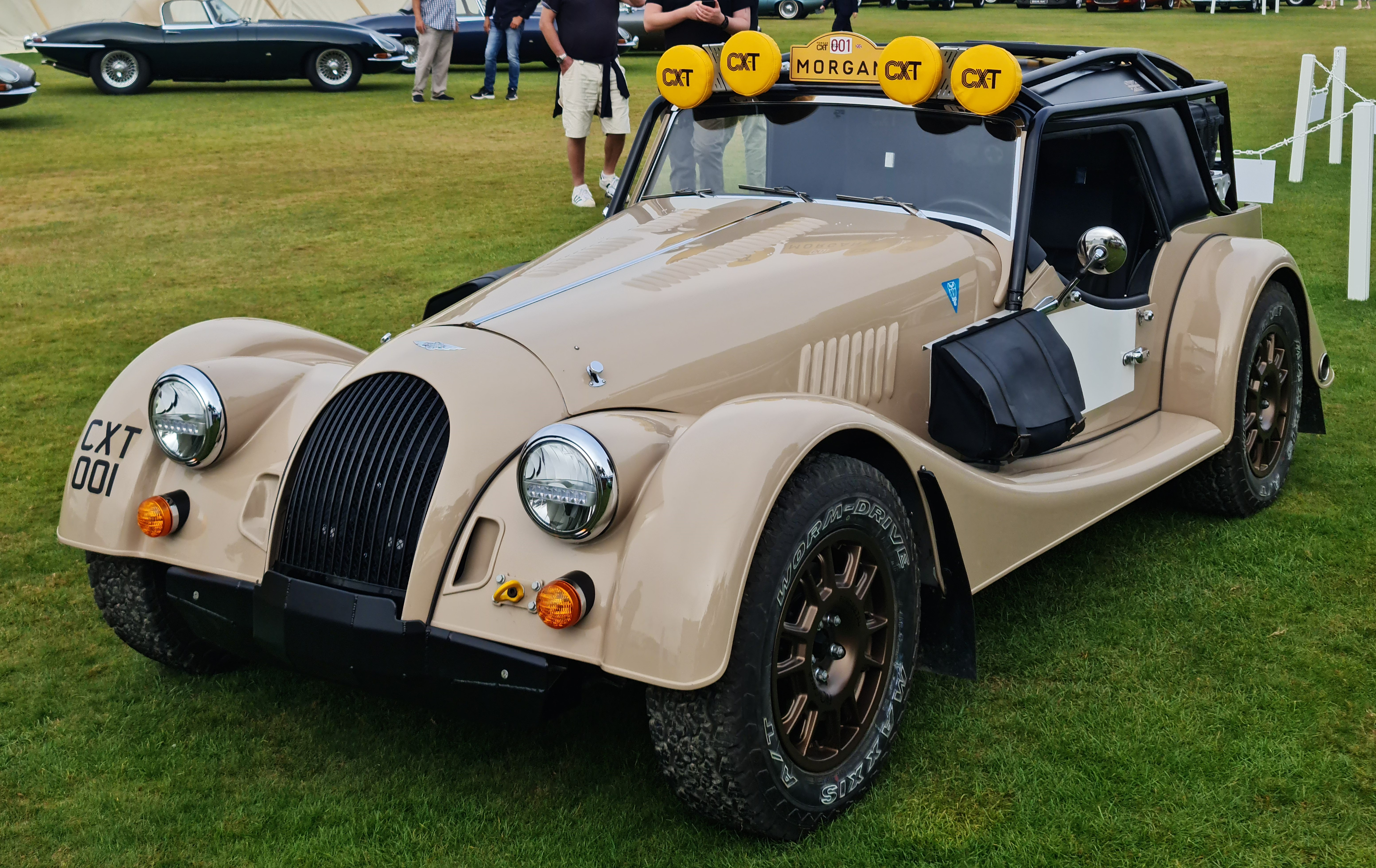
Morgan Plus Four CX-T

Im August 2021 präsentierte der Hersteller das auf acht Exemplare limitierte Sondermodell CX-T. Es wurde gemeinsam mit dem Tuner Rallye Raid entwickelt und soll auch abseits von Straßen eingesetzt werden können. Dazu wurde unter anderem ein neues Gewindefahrwerk mit 230 mm Bodenfreiheit, längeren Federwegen und neuen Querlenkern eingebaut.

### LM62
Anlässlich des 60-jährigen Jubiläums des Sieges eines Plus 4 in seiner Klasse (GT 2.0) beim 24-Stunden-Rennen von Le Mans 1962 präsentierte Morgan im Januar 2022 das auf 62 Exemplare limitierte Sondermodell LM62. Es hat ein spezielles Grafikpaket, bei dem beispielsweise die Startnummer 29 an den Seiten angebracht ist.

### Spiaggina
Ein Einzelstück ist der 2022 gefertigte Spiaggina. Auffälligstes Merkmal ist ein Dach aus Aluminium, das sich seitlich nach oben klappen lässt. Er wurde von einem prominenten Morgan-Sammler in Auftrag gegeben.

## Technische Daten
Angetrieben wird der Plus Four vom aufgeladenen 190 kW (258 PS) starken Reihenvierzylinder-Ottomotor des Typs B48 von BMW. Erhältlich ist der Roadster mit einem 6-Gang-Schaltgetriebe und gegen Aufpreis mit einem 8-Stufen-Automatikgetriebe. Auf 100 km/h soll das Fahrzeug in 5,2 Sekunden mit dem Schaltgetriebe und in 4,8 Sekunden mit dem Automatikgetriebe beschleunigen, die Höchstgeschwindigkeit gibt Morgan Motor in beiden Varianten mit 240 km/h an.
|                                             | Plus Four (MT)                            | Plus Four (AT)                            |
| Bauzeitraum                                 | seit 03/2020                              | seit 03/2020                              |
| Motorkenndaten                              |                                           |                                           |
| Motortyp                                    | B48 Ottomotor mit vier Zylindern in Reihe | B48 Ottomotor mit vier Zylindern in Reihe |
| Motoraufladung                              | Turbolader                                | Turbolader                                |
| Hubraum                                     | 1998 cm³                                  | 1998 cm³                                  |
| max. Leistung bei min−1                     | 190 kW (258 PS) / 5500                    | 190 kW (258 PS) / 4400                    |
| max. Drehmoment bei min−1                   | 350 Nm / 1000–5000                        | 400 Nm / 1000–4300                        |
| Kraftübertragung                            |                                           |                                           |
| Antrieb                                     | Hinterradantrieb                          | Hinterradantrieb                          |
| Getriebe, serienmäßig                       | 6-Gang-Schaltgetriebe                     | 8-Stufen-Automatikgetriebe                |
| Messwerte                                   |                                           |                                           |
| Höchstgeschwindigkeit                       | 240 km/h                                  | 240 km/h                                  |
| Beschleunigung, 0–100 km/h                  | 5,2 s                                     | 4,8 s                                     |
| Kraftstoffverbrauch auf 100 km (kombiniert) | 7,3 l Super                               | 7,0 l Super                               |
| CO2-Emissionen (kombiniert)                 | 165 g/km                                  | 159 g/km                                  |
| Leergewicht                                 | 1013 kg                                   | 1009 kg                                   |